# Brochure

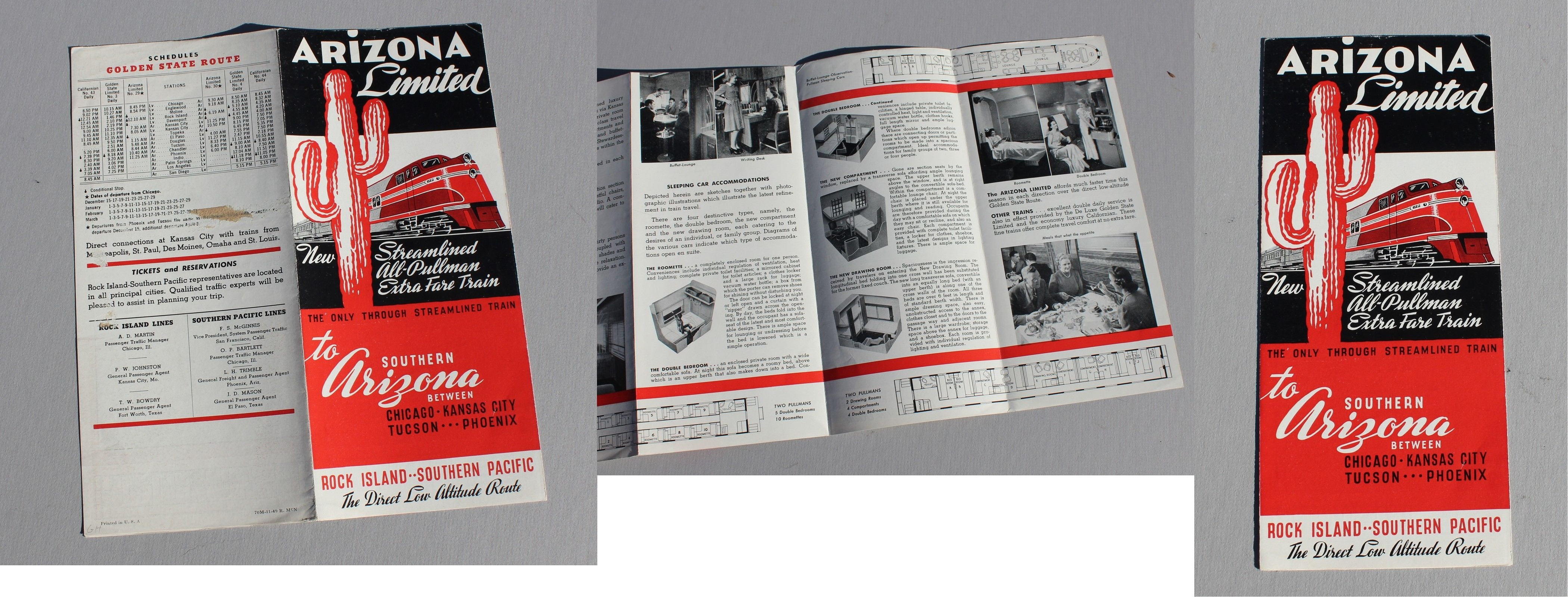
Một brochure quảng cáo của Arizona Limited vào những năm 1940.

Brochure là một dạng ấn phẩm quảng cáo chứa đựng và bao gồm những thông tin giới thiệu chung về một công ty, tổ chức, sản phẩm hoặc dịch vụ,... Brochure có thể được gấp theo nhiều cách khác nhau, cũng như có thể tồn tại ở dạng kỹ thuật số, được gọi là e-brochure.
Brochure còn được gọi một cách Việt hóa là tờ gấp quảng cáo.